# Eunice perrieri
Eunice perrieri är en ringmaskart som beskrevs av Gravier 1900. Eunice perrieri ingår i släktet Eunice och familjen Eunicidae. Inga underarter finns listade i Catalogue of Life.